# Тройницкий, Григорий Александрович

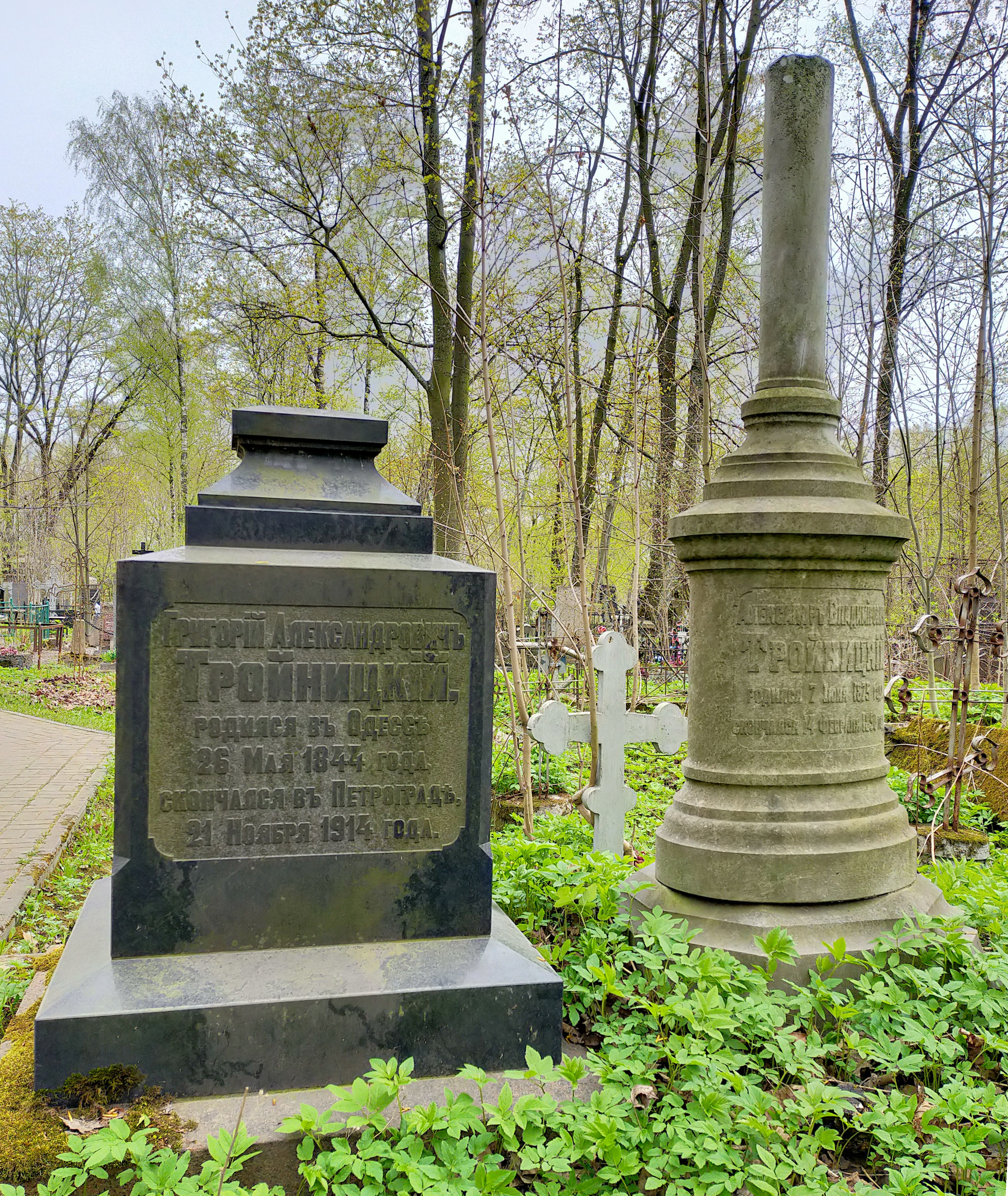
Надгробия Г. А. Тройницкого и его племянника, Волковское православное кладбище

Григо́рий Алекса́ндрович Тройницкий (26 мая (7 июня) 1844 — 21 ноября (4 декабря) 1914) — член совета министра государственных имуществ, сенатор.

## Биография
Родился 26 мая (7 июня) 1844 года в семье  Александра Григорьевича Тройницкого (1807—1871) и Веры Ильиничны Булацель (1817—1893). Братья Николай и Владимир также были государственными деятелями.
В 1864 году окончил Александровский лицей с чином IX класса и поступил на службу в Государственную канцелярию, по отделению дел об устройстве сельского состояния.
В 1866 году перешел в Министерство государственных имуществ, где в течение 18 лет последовательно занимал должности: столоначальника, начальника отделения, помощника управляющего временным отделом по поземельному устройству государственных крестьян и вице-директора департамента общих дел. Был представителем министерства в комиссиях: о крестьянских переселениях, о приведении в ясность прав и обязанностей чиншевиков, об определении размера рассуд, могущих быть выданными крестьянским Поземельным банком и об управлении калмыками Астраханской губернии.
Чины: действительный статский советник (1882), тайный советник (1893), действительный тайный советник (1912).
В 1884—1890 годах был управляющим делами Собственной Е. И. В. канцелярии по учреждениям императрицы Марии. Представлял ведомство в комиссии по разработке положения о преимуществах гражданской службы в отдаленных краях Империи, был членом-делопроизводителем комитета по сооружению памятника императрице Марии Феодоровне. Был членом нескольких благотворительных обществ.
В 1890 году вышел в отставку, но через два месяца вернулся на службу в Министерство государственных имуществ, где с 1891 года состоял членом совета министра. В разные годы был членом комиссии по составлению проектов положений о поземельном устройстве крестьян четырёх сибирских губерний и государственных крестьян Закавказского края и председателем комитета по делам о ссудах на сельскохозяйственные улучшения. В 1898—1902 годах ежегодно летом и осенью исполнял обязанности товарища министра земледелия и государственных имуществ.
В 1904 году был назначен сенатором, присутствующим во 2-м департаменте Сената. В действительные тайные советники произведен 1 января 1912 года.
Скончался 21 ноября (4 декабря) 1914 года. Был холост и бездетен.

## Награды
- Высочайшее благоволение (1885);
- Высочайшее благоволение (1886);
- Орден Святого Станислава 1-й ст. (1887);
- Орден Святой Анны 1-й ст. (1889);
- Орден Святого Владимира 2-й ст. (1896);
- Орден Белого Орла (1900);
- Высочайшая благодарность (1901);
- Орден Святого Александра Невского (1908);
- Бриллиантовые украшения к ордену Святого Александра Невского (1914).
- медаль «За труды по устройству крестьян в Царстве Польском»;
- медаль «В память царствования императора Александра III»;
- медаль «В память коронации Императора Николая II»;
- медаль «В память 300-летия царствования дома Романовых» (1913).

Иностранные:
- черногорский орден Князя Даниила I 1-й ст. (1889).